# 菲尔斯特瑙
菲尔斯特瑙是德国下萨克森州的一个市镇。总面积78.62平方公里，总人口9648人，其中男性4750人，女性4898人（2011年12月31日），人口密度123人/平方公里。